# Saltatie (geologie)
Saltatie (van het Latijnse saltare, springen) is een algemene term die men gebruikt wanneer men spreekt over het golvende, sprongsgewijze transport van deeltjes, bijvoorbeeld in een suspensie van water of wind. Het is te vergelijken met de ribbels die ontstaan in het zandoppervlak wanneer het waait.
Grove deeltjes zullen tractie ondergaan, terwijl fijnere deeltjes in suspensie zullen gaan. In waterig milieu zullen sommige ionen ten slotte oplossen.
Deze processen worden dikwijls aangehaald in de context van sedimentatie en het ontstaan van sedimentaire gesteenten.